# 諸克
諸克（英語：Druig）是出自漫威漫畫的虛構人物。首次登場於《永恆族》第11期（1977年5月），由杰克·科比所創作。諸克是漫威宇宙超人類種族永恆族的成員之一。
在漫威電影宇宙中，2021年電影《永恆族》由貝瑞·柯根飾演。

## 出版歷史
諸克首次登場於《永恆族》 第11期（1977年5月）中，由杰克·科比所創作。

## 虛構人物傳記
諸克是瓦爾金之子，並是伊卡利斯的表弟。
在現代，諸克曾在俄羅斯擔任國家安全委員會特工，並從此享受折磨人的快感。當「測試者」紫然穿過波拉里亞時，諸克因早前折磨他的表弟伊卡利斯，而學會「武器」的使用，並計劃使用其殺死他，但伊卡利斯在諸克發射「武器」前就把他解體了。
他的屍體隨後被天神族恢復，並被永久收容在褻瀆附樓（Desecration Annex）。

### 《永恆族》（2006年）
很久以後，諸克現在是沃羅澤卡（車臣共和國東北部的一個虛構國家，前蘇聯的一部分）的副總理，並使用艾文·諸克作代名。諸克聘請了瑟希在沃羅澤卡大使館舉辦一場派對，請她邀請上流社會的貴客及傑出的科學家。在適當時候，他將安排武裝人員突襲派對現場，綁架科學家們，製造人質狀況。然而，他的部隊背叛了他，並很快失去了對局勢的掌控。
在此時，就如馬克·庫裡，諸克的力量莫名其妙地「顯現」。不過，有別於馬克·庫裡，他能立刻一定程度控制自己的力量。他展示了有限形式的心靈感應，讓他能夠看到一個人最痛苦的記憶，並通過迫使他們再次面對那段記憶，而鎖止他們。然而，他無法從目標的腦海中讀取其他記憶。諸克也能夠通過影響他人的思想，使他們看不到他，藉以隱藏他的存在，到目前為止，這種能力的限制仍是含糊的。
回到沃羅澤卡後，諸克控制了一支軍隊，然後迅速圍捕所有政府首腦。他把所有在大使館參與背叛的人拖到他和政府首腦面前，並讓首腦們做出選擇。他們要麼殺死背叛者，要麼自殺。其後，在一位政府首腦試圖殺死諸克，然後被迫自殺後，其他首腦全都轉向殺死背叛者。
隨後，他離開了沃羅澤卡，去尋找其他永恆族，並幫助他們阻止尋夢天神摧毀地球。在系列的結尾，他仍然是沃羅澤卡的絕對統治者。雖然他實際上鄙視沃羅澤卡的人民，認為他們都在他之下，但他很樂意利用自己的職位派遣情報局的人員，目標在聖娜和伊卡利斯，搶先他們發現其他「未覺醒」的永恆族，以便使他們跟隨諸克，並利用他們的共同力量使諸克成為永恆族的領袖。

## 能力與裝備
諸克擁有永恆族的常規能力，並可以操縱所有形式的物質和能量，包括他自己身體的原子。他亦可以傳送、操縱引力子以飛行、控制他人的思想及能從他的身體（通常從手或眼睛）投射能量。

## 其他媒體

### 電視
- 《漫威騎士：永恆族》（2014年），由艾力克斯·薩哈拉（英语：Alex Zahara）配音[4]。

### 電影
- 漫威電影宇宙：由貝瑞·柯根飾演諸克。
  - 《永恆族》[5][6]（2021年）：這個版本的諸克比漫畫中更英勇，並暗示與瑪卡瑞（英语：Makkari (comics)）有情愫。此外，他曾有過使用自己的力量去控制整個世界的念頭，但意識到這會讓人類失去自由，轉而決定控制一個小部落。

## 外部連結
- The Appendix to the Handbook of the Marvel Universe上諸克 （页面存档备份，存于）的資料（英文）
- Marvel Database上諸克 （页面存档备份，存于）的資料（英文）